# Донбасс. Окраина
«Донба́сс. Окра́ина» — российская военная драма режиссёра Рената Давлетьярова и сценариста Алексея Тимошкина, посвящённая войне в Донбассе. Ряд СМИ отмечают пропагандистское значение фильма. Съёмки проходили в Крыму. Премьера состоялась 12 июня 2019 года, в День России.

## Сюжет
Действие происходит в городе Марьинка Донецкой области в августе 2014 года, во время войны в Донбассе. Марьинка обстреливается Вооружёнными силами Украины (ВСУ). В одном из подвалов прячутся: боец формирований непризнанной Донецкой Народной Республики (ДНР) Анатолий Ткаченко, контуженный в результате взрыва; местная жительница Татьяна, чьи брат и муж также воюют на стороне ДНР; две киевлянки — националистка Оксана и наивная волонтёр Наталья — вёзшие бронежилеты и каски и брошенные украинскими военными при отступлении; пожилой мужчина в пиджаке, представляющийся Петром Колосовским и ищущий, по собственному заявлению, пропавшего без вести сына; маленький мальчик Ваня, два дня находившийся под завалами в результате обстрела (его родители погибли) и ничего не говорящий вследствие шока. В город приезжает грузовик, чей водитель — солдат ВСУ Андрей Соколов — выходит из кабины и тем самым спасает себе жизнь: через несколько секунд грузовик с его напарником взрывается в результате артиллерийского обстрела.
Этим совершенно разным людям, являющимся к тому же идеологическими противниками, необходимо выжить и сделать ряд неотложных дел: похоронить убитых во дворе, добыть воду из колонки, еду и лекарства. Руководство на себя берёт Анатолий. Совместные трудности постепенно сближают вчерашних врагов: Соколов, сначала намеревавшийся убить Ткаченко, признаётся, что не сможет выстрелить ни в кого из присутствующих, а Татьяна и Наталья мирятся после долгой перепалки. В приступах контузии Ткаченко зрителям показывают флешбеки, где он гонится за сотрудником СБУ, накануне убившим его пленного друга.
После одной из бомбардировок во дворе внезапно появляется электричество. Соколов и Ткаченко слышат доносящуюся из окна дома громкую музыку и, прибежав туда, достают живой придавленную тяжёлой оконной рамой пенсионерку Анну Васильевну.
Андрей, Анатолий и Оксана ищут автомобиль, чтобы уехать из Марьинки самим и вывезти всех соседей по подвалу. Соколов находит УАЗ-452 на ходу, но уехать они не успевают: во двор въезжает БТР батальона «Азов». Оксана выходит им навстречу, пытаясь уехать с ними и вместе с тем заявляя, что она здесь одна; однако один из «боевиков» «Азова» замечает свежую могилу во дворе и понимает, что одна Оксана не справилась бы с такой работой. Спасая соседей по подвалу, Оксана оказывает «боевикам» сопротивление и погибает от автоматной очереди. Подоспевший Ткаченко расстреливает одного из «азовцев» и ранит другого; оставшиеся в живых ретируются.
Анатолий намерен вывезти всех в Россию, что вызывает недовольство со стороны Натальи; тем не менее, она садится со всеми в автомобиль. Колосовский сначала планирует остаться, но в последний момент, когда начинается артиллерийский обстрел Марьинки, запрыгивает в кузов.
Ночью автомобиль попадает в засаду. Анатолию, Андрею и Петру удаётся отбиться. Но неожиданно Пётр вынимает пистолет и двумя выстрелами в спину убивает Анатолия. Оказывается, именно Колосовский был тем самым сотрудником СБУ в звании подполковника, которого искал Ткаченко. После убийства пленного «ополченца» он, скрываясь от преследующего его Анатолия, забежал в тот самый дом, у которого происходили все предыдущие события, и, утопив в ванне Светлану (соседку Анны Васильевны), переоделся в найденные в её шкафу рубашку, пиджак и брюки. Он приказывает Соколову разворачиваться и двигаться на территорию, подконтрольную Украине, однако Андрей, улучив момент, забирает у мёртвого Анатолия автомат и наставляет его на убийцу. На вопрос Колосовского «Что, боец, в своих будешь стрелять?» Соколов отвечает «Свои в спину не стреляют!» и убивает его.
На КПП «Успенка» показана идущая в Россию толпа украинских беженцев. Ваня, не осознавший, что произошло, просит Андрея подождать вместе с ним здесь, на границе, его маму.
Титры рассказывают о более 10 тысяч погибших за четыре года войны и более 700 тысяч беженцев, а завершаются словами, что война на востоке Украины продолжается до сих пор.

## В ролях
| Актёр             | Роль                                        |
| ----------------- | ------------------------------------------- |
| Гела Месхи        | Анатолий Ткаченко, ополченец ДНР            |
| Евгений Михеев    | Андрей Соколов, солдат ВСУ                  |
| Сергей Холмогоров | подполковник СБУ Пётр Сергеевич Колосовский |
| Ульяна Курочкина  | Татьяна, местная жительница                 |
| Анна Пескова      | Оксана, участница Евромайдана               |
| Женя Малахова     | Наталья, волонтёр                           |
| Валентина Попова  | Анна Васильевна                             |
| Иван Неклюдов     | Витя                                        |
| Владимир Сорков   | капитан ВСУ                                 |

## Прокат
Фильм получил в России возрастной рейтинг 12+.
По данным издания «Кинобизнес сегодня», кассовые сборы в первый уик-энд составили 5 055 923 рубля. Итоговое число зрителей — 45 651, финальные сборы составили 10 903 971 рубль (или 169 054 доллара).

#### Запрет показа в Киргизии
24 апреля 2022 года министр культуры Киргизии Азамат Жаманкулов заявил, что ведомство отозвало прокатные удостоверения и запретило показ фильмов «Донбасс. Окраина», «Ополченочка» и «Солнцепёк», которые должны были показать на фестивале «Время правды». Глава министерства объяснил, что решение принято в связи с международной ситуацией и исходя из нейтрального статуса Киргизии.

## Приём

### Отзывы критиков
| Рейтинги            | Рейтинги                                                                           |
| Издание             | Оценка                                                                             |
| ------------------- | ---------------------------------------------------------------------------------- |
| «Российская газета» | 3,5 из 5 звёзд · 3,5 из 5 звёзд · 3,5 из 5 звёзд · 3,5 из 5 звёзд · 3,5 из 5 звёзд |

Кинокритик Екатерина Барабаш отмечает, что фильм политизирован с самых первых кадров: «титр рассказывает, что в Украине произошел государственный переворот, что восток страны не согласился с таким положением вещей, а украинская армия тут же начала за это бомбить весь восток и убивать мирных жителей». В фильме изображается подобие украинского языка при помощи слов вроде «шо», «хде», «куды-никуды», а украинская армия демонизируется и показывается как кровожадные монстры.
Обозреватель «Российской газеты» Дмитрий Сосновский даёт фильму 3,5 балла из 5, указывая неплохой технический уровень и приличную актёрскую игру. Критикуя повествовательную прямолинейность картины и определённые сценарные промахи, он говорит о содержавшемся в фильме «внятном посыле, адресованном за линию соприкосновения».
Андрей Фёдоров с портала «Кинорепортёр» указывает, что темы войны и политики, взглядов и паспортных данных в картине уходят на задний план, а в приоритет ставится человечность, вопросы добрых или дурных поступков. Акцент делается на универсальности сюжета, определённые сцены которого гарантированно вызовут гнев, возмущение и сострадание вне зависимости от времени и места действия.
Анна Кузьмина с сайта «Кино-театр.ру» отмечает пробивные жёсткость и физиологичность фильма, вызывающие особые эмоциональные реакции персонажей картины и создающие мощный эффект присутствия для зрителя. Ленту она характеризует как попытку погрузиться в боль, провести художественное переосмысление чудища по имени «Война».
Обозреватель «Киноафиши» Денис Вавилин называет кино «безобразным»: костюмы героев, по его мнению, плохие, речи бессвязны, конфликт размазан, отношения людей на уровне персонажей компьютерных игр, взрывы дешевы, перестрелка единична. Он считает фильм неумелым подражанием «22 милям». Однако он положительно оценивает финал картины, где мальчик и солдат стоят среди мелкого щебня, похожего на разбросанные гильзы, равно как и общую повестку фильма, не опускающегося до пропаганды.
Алихан Исрапилов с сайта Film.ru охарактеризовал форму фильма как «что-то между анекдотом и притчей». По мнению обозревателя, «трезвое кино о продолжающемся конфликте» ещё не скоро будет снято.
Эрик Куралов из издании «Известия» раскритиковал фильм за односторонность и упрощение конфликта и персонажей.

### Оценки пользователей киносайтов
На сайте «Кинопоиск» фильм имеет «зелёный» рейтинг 7.3/10, основанный на более 62 тыс. оценок пользователей. На сайте IMDb рейтинг равен 3.6/10.

### Списки
Сайт Film.ru включил фильм в список лучших фильмов XXI века с неожиданным сюжетным твистом.